# Го Ён Чжун
Го Ён Чжун (кор. 고영준; род. 9 июля 2001, Янсан, Кёнсан-Намдо) — южнокорейский футболист, полузащитник белградского «Партизана». Выступал в национальной сборной Республики Корея.

## Карьера

### «Пхохан Стилерс»
Начинал заниматься футболом в академии клуба «Джинджу Гофонгву». В 2012 году футболист перешёл в клуб «Пхохан Стилерс», где стал выступать за юношескую команду клуба в возрастной категории до 12 лет. В 2020 году футболист стал тренироваться с основной командой корейского клуба. Дебютировал за клуб футболист 31 мая 2020 года в матче против клуба «Инчхон Юнайтед», выйдя на замену на 90 минуте. Дебютный гол за клуб футболист забил 8 августа 2020 года в матче против клуба «Кванджу». По итогу сезона футболист вместе с клубом стал бронзовым призёром чемпионата. На протяжении сезона футболист был в клубе преимущественно игроком замены, отличившись 2 забитыми голами и результативной передачей.
Новый сезон футболист начал с матча 28 февраля 2021 года против клуба «Инчхон Юнайтед», выйдя на замену на 56 минуте. В своём следующем матче 6 марта 2021 года против клуба «Канвон» футболист забил первый гол в сезоне. В июне 2021 года вместе с клубом футболист отправился на матчи группового этапа Лиги чемпионов АФК. Первый матч на турнире футболист сыграл 22 июня 2021 года против таиландского клуба «Ратчабури», отличившись результативной передачей. На протяжении сезона футболист был в клубе одним из основных игроков, чередуя матчи в стартовом составе и со скамейки запасных, заняв итоговое девятое место в чемпионате. Вместе с клубом футболист стал финалистом Лиги чемпионов АФК, где в финале 23 ноября 2021 года уступили аравийскому «Аль-Хилялю». Всего за сезон футболист отличился 3 забитыми голами и 5 результативными передачами во всех турнирах.
В следующем сезоне 2022 года футболист стал уже одним из ключевых игроков корейского клуба, вместе с которым в очередной раз завоевал бронзовые медали чемпионата. Своим первым забитым дублем за клуб футболист отличился 22 апреля 2023 года в матче против клуба «Ульсан Хёндэ». Своим очередным дублем в сезоне футболист отличился 25 мая 2023 года в матче Кубка Республики Корея против клуба «Соннам». В октябре 2023 года футболист вместе с клубом отправился на групповой этап Лиги чемпионов АФК. Первый матч на турнире футболист сыграл 24 октября 2023 года против японского клуба «Урава Ред Даймондс», также отличившись забитым голом. Вместе с клубом футболист стал обладателем Кубка Республики Корея, где в финале 4 ноября 2023 года победили клуб «Чонбук Хёндэ Моторс». Также футболист по итогу сезона стал серебряным призёром чемпионата.

### «Партизан» Белград
В январе 2024 года футболист перешёл в белградский «Партизан», подписав контракт до конца июня 2027 года. Дебютировал за клуб футболист 17 февраля 2024 года в метче против клуба ИМТ, выйдя на замену на 55 минуте и отличившись своим дебютным забитым голом.

## Международная карьера
Международную карьеру футболист начинал в юношеских корейских сборных в возрастной категории до 17 лет и до 18 лет. В мае 2022 года футболист получил вызов в молодёжную сборную Республики Корея до 23 лет. Дебютировал за сборную 2 июня 2022 года в матче против Малайзии. В июле 2022 года футболист получил вызов в национальную Республики Корея для участия в чемпионате Восточной Азии. Дебютировал за сборную 20 июля 2022 года в матче против сборной Китая. По итогу турнира футболист стал серебряным призёром чемпионата Восточной Азии.
В марте 2023 года футболист получил вызов в молодёжную сборную Республики Корея до 22 лет. Дебютировал за сборную 22 марта 2023 года в матче против сборной Омана. Дебютный гол за сборную футболист забил 25 марта 2023 года против сборной Ирака. В сентябре 2023 года футболист получил вызов в олимпийскую сборную Республики Корея на матчи Азиатских игр. На протяжении всего турнира футболист был одним из ключевых игроков сборной, вместе с которым завоевал золотые медали, победив в финале олимпийскую сборную Японии.

## Достижения
Командные
«Пхохан Стилерс»
- Обладатель Кубка Республики Корея: 2023
- Финалист Лиги чемпионов АФК: 2021

Сборная
Республика Корея
- Серебряный призёр чемпионата Восточной Азии: 2022

Республика Корея (олимп.)
- Победитель Азиатских игр: 2023